# Nyta Dover
Nyta Dover (Vevey, 17 maggio 1927 – Fort Lauderdale, 13 aprile 1998) è stata un'attrice svizzera.

## Biografia
Nata in Svizzera, arriva in Italia nel dopoguerra e viene scritturata dopo un provino con il regista Giorgio Simonelli per una parte nel film Accidenti alla guerra!... del 1948: sarà il primo di una lunga serie di pellicole che la Dover girerà in Italia sino al 1959, quando chiuderà la sua attività di attrice per trasferirsi all'estero.
Muore negli Stati Uniti nel 1998.

## Filmografia

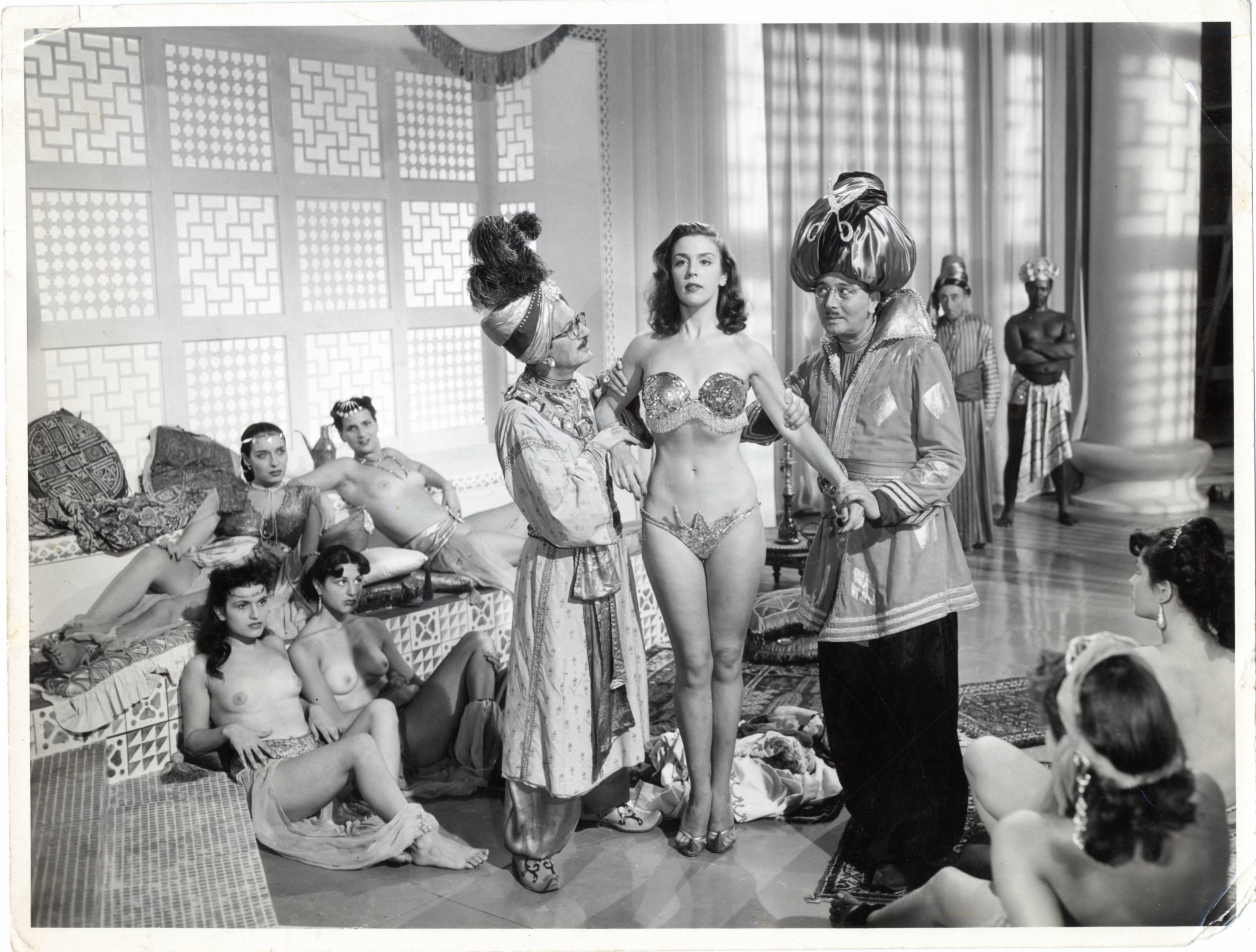
Nyta Dover in Era lui, si, si! (1951)

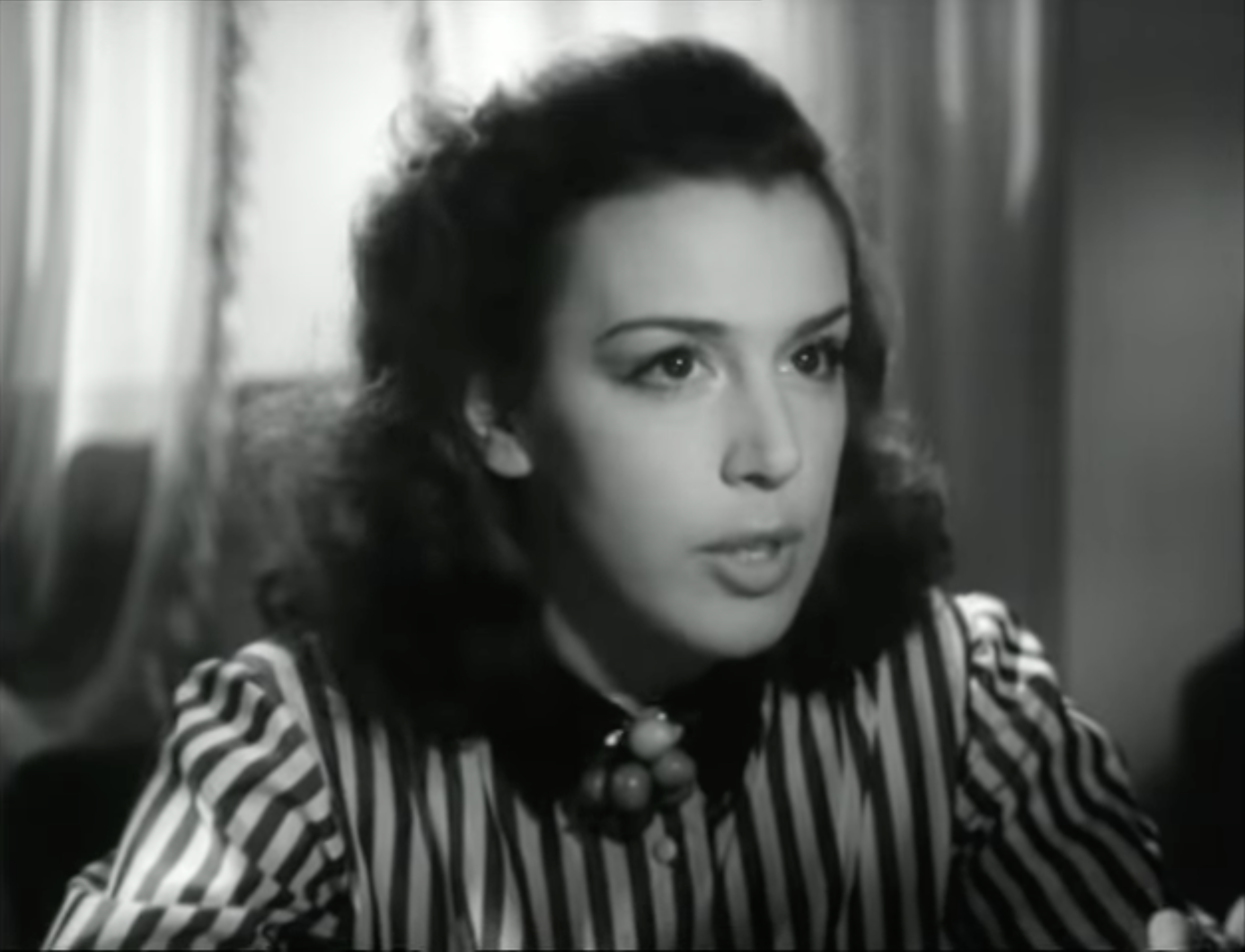
Nyta Dover in La famiglia Passaguai (1951)

- Accidenti alla guerra!..., regia di Giorgio Simonelli (1948)
- Al diavolo la celebrità, regia di Steno e Monicelli (1949)
- Donne senza nome, regia di Géza von Radványi (1950)
- Le due madonne, regia di Enzo Di Gianni e Giorgio Simonelli (1949)
- Monastero di Santa Chiara, regia di Mario Sequi (1949)
- Botta e risposta, regia di Mario Soldati (1950)
- È arrivato il cavaliere, regia di Steno e Monicelli (1950)
- Vita da cani, regia di Steno e Monicelli (1950)
- Romanticismo, regia di Clemente Fracassi (1951)
- Libera uscita, regia di Duilio Coletti (1951)
- Arrivano i nostri, regia di Mario Mattoli (1951)
- Era lui, si, si!, regia di Vittorio Metz e Marcello Marchesi (1951)
- La famiglia Passaguai, regia di Aldo Fabrizi (1951)
- Ha fatto 13, regia di Carlo Manzoni (1951)
- Porca miseria!, regia di Giorgio Bianchi (1951)
- Abracadabra, regia di Max Neufeld (1952)
- La regina di Saba, regia di Pietro Francisci (1952)
- Pentimento, regia di Enzo Di Gianni (1952)
- Addio, figlio mio!, regia di Giuseppe Guarino (1953)
- Destini di donne, regia di Christian-Jaque (1953)
- Febbre di vivere, regia di Claudio Gora (1953)
- Dov'è la libertà...?, regia di Roberto Rossellini (1953)
- L'incantevole nemica, regia di Claudio Gora (1953)
- Viva la rivista!, regia di Enzo Trapani (1953)
- Mai ti scorderò, regia di Giuseppe Guarino (1954)
- Viva il cinema!, regia di Enzo Trapani (1954)
- Il mantello rosso, regia di Giuseppe Maria Scotese (1955)
- Processo all'amore, regia di Vincenzo Liberti (1955)
- Ore 10: lezione di canto, regia di Marino Girolami (1955)

## Doppiatrici italiane
- Tina Lattanzi in Monastero di Santa Chiara, Mai ti scorderò
- Dhia Cristiani in La regina di Saba
- Rosetta Calavetta in La famiglia Passaguai